# Meidengroep
Een meidengroep is een muzikale groep, doorgaans bestaande uit jonge zangeressen, die voornamelijk pop- en r&b-nummers zingen. Het geldt als de vrouwelijke tegenhanger van een boyband.

## Vroege meidengroepen
Het is moeilijk een exacte definitie te geven van een meidengroep, maar toch heeft dit fenomeen een langere geschiedenis dan boybands. In de late jaren 50 en het begin van de jaren 60 werden meidengroepen, vaak door producers of platenmaatschappijen samengesteld, gebruikt als presentatie voor het nieuwste materiaal van hun tekstschrijvers. Een voorbeeld daarvan is het werk van Phil Spector in de beginjaren van Motown. De vrouwelijke muziekgroepen waren in die tijd zeer populair: de "sisters"-groepen, zoals de Andrews Sisters, het Trio Lescano en de Boswell Sisters waren eigenlijk zussen van elkaar. Groepen zoals de Boswells en de Keller Sisters & Lynch waren al ver terug in de jaren 20 sterren.
Het geluid van veel vroege rock-'n-roll-meidengroepen werd gekenmerkt door Spectors Wall of Sound-productie: een dikke laag van instrumenten (drums, gitaar, basgitaar, blaasinstrumenten en vaak een exotisch element, zoals het Glockenspiel) gecombineerd met meisjesachtige vocals, die eenvoudige teksten zingen over de emoties van tieners in die tijd. Andere groepen, zoals The Chiffons uit New York, hadden wat behoudender arrangementen, terwijl de Motown-groepen in die periode de typische Motown-arrangementen gebruikten.
In de tweede helft van de jaren 60, waarin Britse acts, zoals The Beatles, en singer-songwriters als Bob Dylan populairder worden, begint de populariteit van de meidengroepen af te nemen. Slechts een paar meidengroepen, zoals The Supremes, weten hun succes vast te houden.

## Latere meidengroepen
In de jaren zeventig was The Runaways een invloedrijke band. Het was een uit vrouwen bestaande Amerikaanse rockband, met o.a. Joan Jett en Lita Ford, die bestond van 1975 tot 1979.
In de jaren 90 was er een terugkeer van de "gefabriceerde" acts, bedoeld voor een jong publiek, veelal jonge meisjes. De Spice Girls waren een van de meer invloedrijke groepen, met termen als "Girl Power". In 2000/2001 was er dan ook een grote stortvloed aan meidengroepen en boybands.
Tegenwoordig zijn de belangrijkste meidengroepen Amerikaanse bands, zoals Destiny's Child, Pussycat Dolls en Fifth Harmony en Britse bands, zoals Little Mix, Girls Aloud en de Sugababes. Een meidengroep is niet hetzelfde als een all-femaleband. Het verschil is dat bij een all-femaleband de leden zelf hun instrumenten bespelen.